# Бельгия на летних Олимпийских играх 1900
Бельгия впервые участвовала на летних Олимпийских играх 1900 и была представлена 78 спортсменами в 10 видах спорта. Страна заняла пятое место в общекомандном медальном зачёте.

## Медалисты

### Золото
| Золото |                         |                                          |
| №      | Спортсмены              | Вид спорта (дисциплина)                  |
| 1      | Эме Хегеман             | Конный спорт (конкур)                    |
| 2      | Констант ван Лангендонк | Конный спорт (прыжки в длину)            |
| 3      | Эммануэль Фулон         | Стрельба из лука (а ля эрш)              |
| 5      | Хуберт ван Иннис        | Стрельба из лука (кордон доре, 33 метра) |
| 5      | Хуберт ван Иннис        | Стрельба из лука (шапеле, 33 метра)      |

### Серебро
| Серебро | |                                           |
| №       | Спортсмены | Вид спорта (дисциплина)                   |
| 1       | Жюль де Бишо, Проспер Бруггеман, Морис Верднок, Оскар де Кок, Марсель ван Кромбрюгге, Франк Одберг, Оскар де Сомвиль, Морис Хемельсот, Альфред ван Ландегем | Академическая гребля (восьмёрки)          |
| 2       | Жан де Бекер, Виктор де Бер, Анри Коэн, Оскар Грегуар, Альбер Мишан, Виктор Соннеманс, Фернан Фаярт                                                         | Водное поло (мужчины)                     |
| 3       | Жорж ван де Пёле | Конный спорт (конкур)                     |
| 4       | Эмиль Дрюа | Стрельба из лука (а ля эрш)               |
| 5       | Хуберт ван Иннис | Стрельба из лука (кордон доре, 50 метров) |

### Бронза
| Бронза | |                                                |
| №      | Спортсмены | Вид спорта (дисциплина)                        |
| 1      | Жорж ван де Пёле | Конный спорт (прыжки в высоту)                 |
| 2      | Шарль Помье дю Верже | Стрельба (винтовка стоя, 300 метров)           |
| 3      | Пауль ван Асбрук | Стрельба (винтовка с трёх позиций, 300 метров) |
| 4      | Луи Глинье | Стрельба из лука (а ля пирамид)                |
| 5      | Альбер Дельбек, Рауль Келеком, Марсель Лебутт, Люсьен Лондо, Эрнест де Мелен, Эдмон Нефс, Георгес Пельгримс, Альфонс Ренье, Эмиль Спанног, Эрик Торнтон, Хендрик ван Хёккелюм | Футбол (мужчины)                               |

## Результаты соревнований

### Академическая гребля
Курсивом показаны рулевые.
| Соревнование      | Спортсмены | Полуфинал | Полуфинал | Финал     | Финал     |
| Соревнование      | Спортсмены | Результат | Место     | Результат | Место     |
| ----------------- | --- | --------- | --------- | --------- | --------- |
| Двойки с рулевыми | Проспер Бруггеман, Морис Хемельсот, неизвестный рулевой | 7:00,4    | 3         | не прошёл | не прошёл |
| Восьмёрки         | Жюль де Бишо, Проспер Бруггеман, Морис Верднок, Оскар де Кок, Марсель ван Кромбрюгге, Франк Одберг, Оскар де Сомвиль, Морис Хемельсот, Альфред ван Ландегем | 5:00,2    | 2         | 6:13,8    | 2         |

### Велоспорт
| Соревнование | Спортсмен | Первый раунд | Первый раунд | Четвертьфинал | Четвертьфинал | Полуфинал | Полуфинал | Финал     | Финал     |
| Соревнование | Спортсмен | Результат    | Место        | Результат     | Место         | Результат | Место     | Результат | Место     |
| ------------ | --------- | ------------ | ------------ | ------------- | ------------- | --------- | --------- | --------- | --------- |
| Спринт       | Винсент   | неизвестен   | 2            | неизвестен    | 2             | не прошёл | не прошёл | не прошёл | не прошёл |

### Водные виды спорта

#### Водное поло
Состав команды
- Жан де Бекер
- Виктор де Бер
- Анри Коэн
- Оскар Грегуар
- Альбер Мишан
- Виктор Соннеманс
- Фернан Фаярт

Соревнование
Четвертьфинал
| 11 августа 1900 | Бельгия                      | 2 : 0 | Франция 3 |  |
| 11 августа 1900 | Счёт по половинам: 0:0, 2:0. |       |           |  |

Полуфинал
| 12 августа 1900 | Бельгия                      | 4 : 1 | Франция 4 |  |
| 12 августа 1900 | Счёт по половинам: 3:1, 1:0. |       |           |  |

Финал
| 12 августа 1900 | Великобритания | 7 : 2 | Бельгия |  |

Итоговое место — 2

#### Плавание
| Соревнование               | Спортсмены | Полуфинал | Полуфинал | Финал     | Финал     |
| Соревнование               | Спортсмены | Результат | Место     | Результат | Место     |
| -------------------------- | ---------- | --------- | --------- | --------- | --------- |
| 4000 метров вольным стилем | Герман     | DNF       | —         | не прошёл | не прошёл |

### Конный спорт
| Соревнование    | Спортсмен               | Лошадь        | Результат  | Место |
| --------------- | ----------------------- | ------------- | ---------- | ----- |
| Конкур          | Эме Хегеман             | Бентон II     | 2:16,0     | 1     |
| Конкур          | Жорж ван де Пёле        | Винзор Сквайр | 2:17,6     | 2     |
| Прыжки в длину  | Констант ван Лангендонк | Экстра-Драй   | 6,10 м     | 1     |
| Прыжки в длину  | ван дер Мёлен           | неизвестна    | неизвестен | 5-17  |
| Прыжки в высоту | Жорж ван де Пёле        | Людлов        | 1,70 м     | 3     |

### Крокет
| Соревнование       | Спортсмен      | Первый раунд | Второй раунд | Финал     |
| Соревнование       | Спортсмен      | Результат    | Результат    | Результат |
| ------------------ | -------------- | ------------ | ------------ | --------- |
| Одиночки, один мяч | Марсель Хатьен | не закончил  | не прошёл    | не прошёл |

### Спортивная гимнастика
| Соревнование              | Спортсмены | Финал     | Финал |
| Соревнование              | Спортсмены | Результат | Место |
| ------------------------- | ---------- | --------- | ----- |
| Индивидуальное первенство | Де Пуртен  | 207       | 99    |
| Индивидуальное первенство | Мишле      | 200       | 112   |

### Стрельба
| Соревнование                        | Спортсмены                                                                  | Финал     | Финал |
| Соревнование                        | Спортсмены                                                                  | Результат | Место |
| ----------------------------------- | --------------------------------------------------------------------------- | --------- | ----- |
| Пистолет, 50 метров                 | Альбан Роман                                                                | 405       | 13    |
| Пистолет, 50 метров                 | Теве                                                                        | 404       | 14    |
| Пистолет, 50 метров                 | Виктор Робер                                                                | 351       | 16    |
| Пистолет, 50 метров                 | Эшор                                                                        | 345       | 17    |
| Пистолет, 50 метров                 | Шарль Лебек                                                                 | 318       | 19    |
| Пистолет среди команд, 50 метров    | Альбан Роман, Теве, Виктор Робер, Эшор, Шарль Лебек                         | 1823      | 4     |
| Винтовка стоя, 300 метров           | Шарль Помье дю Верже                                                        | 298       | 3     |
| Винтовка стоя, 300 метров           | Пауль ван Асбрук                                                            | 297       | 4     |
| Винтовка стоя, 300 метров           | Жюль Бюри                                                                   | 282       | 7     |
| Винтовка стоя, 300 метров           | Эдуард Муан                                                                 | 265       | 21    |
| Винтовка стоя, 300 метров           | Жозеф Барас                                                                 | 233       | 30    |
| Винтовка с колена, 300 метров       | Пауль ван Асбрук                                                            | 308       | 4     |
| Винтовка с колена, 300 метров       | Шарль Помье дю Верже                                                        | 297       | 9     |
| Винтовка с колена, 300 метров       | Жюль Бюри                                                                   | 269       | 24    |
| Винтовка с колена, 300 метров       | Эдуард Муан                                                                 | 249       | 29    |
| Винтовка с колена, 300 метров       | Жозеф Барас                                                                 | 210       | 30    |
| Винтовка лёжа, 300 метров           | Пауль ван Асбрук                                                            | 312       | 8     |
| Винтовка лёжа, 300 метров           | Эдуард Муан                                                                 | 304       | 13    |
| Винтовка лёжа, 300 метров           | Шарль Помье дю Верже                                                        | 302       | 15    |
| Винтовка лёжа, 300 метров           | Жозеф Барас                                                                 | 270       | 28    |
| Винтовка лёжа, 300 метров           | Жюль Бюри                                                                   | 270       | 28    |
| Винтовка с трёх позиций, 300 метров | Пауль ван Асбрук                                                            | 917       | 3     |
| Винтовка с трёх позиций, 300 метров | Шарль Помье дю Верже                                                        | 897       | 6     |
| Винтовка с трёх позиций, 300 метров | Жюль Бюри                                                                   | 821       | 22    |
| Винтовка с трёх позиций, 300 метров | Эдуард Муан                                                                 | 818       | 23    |
| Винтовка с трёх позиций, 300 метров | Жозеф Барас                                                                 | 713       | 30    |
| Винтовка среди команд, 300 метров   | Пауль ван Асбрук, Шарль Помье дю Верже, Жюль Бюри, Эдуард Муан, Жозеф Барас | 4166      | 6     |

### Стрельба из лука
| Соревнование           | Спортсмены       | Финал      | Финал |
| Соревнование           | Спортсмены       | Результат  | Место |
| ---------------------- | ---------------- | ---------- | ----- |
| А ля эрш               | Эммануэль Фулон  | неизвестен | 1     |
| А ля эрш               | Эмиль Дрюа       | неизвестен | 2     |
| А ля пирамид           | Луи Глинье       | неизвестен | 3     |
| Кордон доре, 33 метра  | Хуберт ван Иннис | неизвестен | 1     |
| Кордон доре, 50 метров | Хуберт ван Иннис | 29         | 2     |
| Шапеле, 33 метра       | Хуберт ван Иннис | неизвестен | 1     |
| Шапеле, 50 метров      | Хуберт ван Иннис | неизвестен | 4     |

### Фехтование
| Соревнование         | Спортсмены      | Первый раунд | Четвертьфинал | Дополнительный раунд | Полуфинал | Полуфинал | Полуфинал | Финал     | Финал     | Финал     | Утешительный финал |
| Соревнование         | Спортсмены      | Место        | Место         | Место                | Место     | Побед     | Поражений | Место     | Побед     | Поражений | Место              |
| -------------------- | --------------- | ------------ | ------------- | -------------------- | --------- | --------- | --------- | --------- | --------- | --------- | ------------------ |
| Шпага                | Тони Сме        | 1            | 4-6           |                      | не прошёл | не прошёл | не прошёл | не прошёл | не прошёл | не прошёл |                    |
| Рапира               | Тони Сме        | прошёл       | прошёл        |                      | 8         | 1         | 6         | не прошёл | не прошёл | не прошёл | 6                  |
| Рапира среди маэстро | Пьер Сельдеслаж | прошёл       | прошёл        |                      | 5         | 3         | 4         | не прошёл | не прошёл | не прошёл | 2                  |
| Рапира среди маэстро | Кирилл Вербруж  | прошёл       | прошёл        |                      | 7         | 1         | 6         | не прошёл | не прошёл | не прошёл | 7                  |
| Рапира среди маэстро | Ф. Деспре       | выбыл        | не прошёл     | не прошёл            | не прошёл | не прошёл | не прошёл | не прошёл | не прошёл | не прошёл | не прошёл          |
| Сабля среди маэстро  | Эбран           | прошёл       |               |                      | 2         | 5         | 2         | 8         | 1         | 6         |                    |

### Футбол
Состав команды
| Игрок                 | Матчей | Голов |
| --------------------- | ------ | ----- |
| Альбер Дельбек        | 1      | 0     |
| Рауль Келеком         | 1      | 0     |
| Марсель Лебутт        | 1      | 0     |
| Люсьен Лондо          | 1      | 0     |
| Эрнест де Мелен       | 1      | 0     |
| Эдмон Нефс            | 1      | 0     |
| Георгес Пельгримс (к) | 1      | 0     |
| Альфонс Ренье         | 1      | 0     |
| Эмиль Спанног         | 1      | 1     |
| Эрик Торнтон          | 1      | 0     |
| Хендрик ван Хёккелюм  | 1      | 1     |

Соревнование
| Место | Команда        | И | В | П | ГЗ | ГП |
| ----- | -------------- | - | - | - | -- | -- |
| 1     | Великобритания | 1 | 1 | 0 | 4  | 0  |
| 2     | Франция        | 2 | 1 | 1 | 6  | 6  |
| 3     | Бельгия        | 1 | 0 | 1 | 2  | 6  |

| 23 сентября, 1900                                                    | \| Франция \| 6:2 (1:2) \| Бельгия \| \| неизвестно Марсель Ламбер Гастон Пелтье (дважды) неизвестно (дважды) \| Голы \| Эмиль Спанног Хендрик ван Хёккелюм \| | Стадион: Велодром Винсен Зрителей: 1500 Судья: Джек Вуд |
| Франция                                                              | 6:2 (1:2) | Бельгия                                                 |
| неизвестно Марсель Ламбер Гастон Пелтье (дважды) неизвестно (дважды) | Голы | Эмиль Спанног Хендрик ван Хёккелюм                      |